# Възнесение Господне (Кътина)
„Възкресение Господне“ е православна църква на Софийската епархия на Българската православна църква, разположена в софийското село Кътина.

## История
Според ктиторския надпис църквата е построена в 1841 година църква, вероятно върху останките на по-малък стар православен храм, чийто останки личат около камбанарията на църквата. Надписът сочи имената на братята Дренъо и Вълчо като дарители на средствата за построяването ѝ.
Около 1880 година видните български зографи, представителите на Дебърската художествена школа Никола Янев, Алексо Василев и Евгений Попкузманов рисуват църквата в село Кътина. На западната стена отвътре има надпис „Кой исписалъ църквата Никола Ѧновъ Евгениѧ п. КȢзмановъ Алексо Василовъ Дебрели: о: с: Галичникъ“. Със стенописи са покрити стените, таванът и куполите. Дело на Никола Янев са изображенията в южния певник – светците Георги, Теодор Стратилат, Тарах, Сергий, Никита и Меркурий с Христос Вседържител над тях в купола, евангелисти и пророци. Останалите стенописи са дело на Алексо Василев и Евгений Попкузманов. На южната стена са светците Пантелеймон, Трифон, Стилиян, Теопемп, Агапий, Константин и Елена, на северната – Сава, Антоний, Козма и Дамян, Никита, Артемий и Прокопий, Петър Александрийски с Христос, а на западната – Йосиф, Йон, Дамаскин, Пахомий, ангел, Арсений Нови, Симеон Дивногорец, Взятие Илино, Анастас и Марина. Фигурите са с обикновен колорит и излъчват суровост. Като величина са по-големи от естествената и са несъразмерни и разкривени. Иконите не са подписани и датирани, но са дело на Никола Янев.